# Lagoa de Messejana
A Lagoa da Messejana localiza-se no bairro da Messejana, em Fortaleza, estado do Ceará, no Brasil. Esta faz parte da bacia do Rio Cocó.
O seu espelho d'água tem 33,7 hectares e um volume de mais de 865 mil metros cúbicos de água constituindo-se na segunda maior lagoa da cidade e não apresenta condições balneáveis.
A lagoa se notabiliza como uma das paisagens mais bonitas do bairro de Messejana, atraindo atenção dos que por lá transitam. Ao mesmo tempo, o bairro nasceu da ocupação indígena ao redor da lagoa, tendo importante papel no desenvolvimento histórico da cidade de Fortaleza.
Em seu entorno encontra-se o Mercado da Messejana, o Clube da Caixa de Fortaleza e o Terminal Integrado da Messejana.
O seu espelho d'água emoldura a maior estátua de Iracema de Fortaleza, com mais de doze metros de altura de 16 t de peso. A figura representa a personagem imortalizada pela pena de José de Alencar e as suas formas foram inspiradas, conforme um concurso para esse fim, nas da ex-BBB e modelo brasileira Natália Nara.